# Parientes a la fuerza
Parientes a la fuerza es una telenovela de comedia dramática estadounidense producida por Telemundo Global Studios, Punta Fina y 11:11 Films & TV para Telemundo. La telenovela, es una historia original de Sebastián Ortega. Se estrenó por Telemundo el 26 de octubre de 2021, retomando el horario que dejó La suerte de Loli para producciones originales, y finalizó el 21 de marzo de 2022.
Esta protagonizada por Bárbara de Regil, Guy Ecker y Michel Duval, junto con Chantal Andere como la villana principal.

## Premisa
Parientes a la fuerza muestra la historia de George Cruz (Guy Ecker), un escritor de Hollywood de 50 años de edad, que comienza a atravesar por una severa crisis de la mediana edad mientras vive en carne propia la sombra de su único éxito, el fallecimiento de su madre y la infidelidad de Leticia (Chantal Andere), su esposa. Mientras que George se empieza a ahogar en su propia depresión y soledad, estas lo llevan a viajar a México, donde conocerá inesperadamente a Carmen Jurado (Bárbara de Regil), una joven cantante que lo ayudará a creer en el amor de nueva cuenta, aparte de ser una nueva inspiración para George para hacerse sentir vivo de nueva cuenta.

## Reparto
Se publicó una lista de actores confirmados el 8 de abril de 2021 en un comunicado de prensa a través de la página web de NBCUniversal Media Village.

### Principales
- Bárbara de Regil como Carmen Jurado[8]
- Guy Ecker como George Cruz[6]
- Michel Duval como Andrés «Andy» Cruz
- Chantal Andere como Leticia Sanz de Cruz
- Carmen Aub como Clío Bonnet[9]
- Lisa Owen como Margarita Hernández de Jurado
- Antonio de la Vega como Robert Ferguson
- Salvador Zerboni como Juancho Hernández
- Macaria como Mamá Rosa
- Alejandro Ávila como Tenoch Cruz
- Sofía Garza como Yuliana Hernández
- Mauricio Garza como Tomás Cruz
- Roberta Damián como Paz Cruz
- Patricia Martínez como María
- Daniel Raymont como Kurt
- Elsy Reyes como Tania
- Enoc Leaño como Aristides
- Ana Paula Castell como Lara Jurado
- Gustavo Egelhaaf como Emiliano
- Luca Valentini como Rocco Jurado
- Toño Valdés como Pedro Jurado
- Angely Gaviria como Gina
- Verónica Montes como Sharpay
- Víctor Alfredo Jiménez como Don
- Rodolfo Valdés como Rick Jones
- Juan Vidal como Wesley
- Nancy Tavira como Sofía
- Tomás Rojas como Camilo Bustillo
- Fermín Martínez como Aurelio Ruiz

### Recurrentes e invitados especiales
- Nashla Aguilar como Lulú
- Leonardo Álvarez como Alan Davila
- Iker García como Cameron
- Diana Quijano como Michelle Bonnet
- David Ponce
- Ernesto Álvarez como Macario
- Hamlet Ramírez
- Miguel Islas
- Bruno Santamarina

## Producción
La producción de la telenovela inició grabaciones el 5 de abril de 2021, en la Ciudad de México. La telenovela se presentó en el Up-front de Telemundo para la temporada en televisión 2021-22. Esta creada y adaptada por el productor y escritor argentino Sebastián Ortega, junto con Rosa Clemente y Raúl Prieto, y la dirección de escena está a cargo de Gustavo Loza, Danny Gavidia y Felipe Aguilar D.

## Recepción
La telenovela se estrenó el 26 de octubre de 2021, con un total de 999 mil espectadores (+2). Los primeros 13 episodios se emitieron de lunes a viernes a las 9pm/8c, sin embargo, debido a su baja audiencia y aceptación, la telenovela fue trasladada a la medianoche, en el horario de martes a sábado a las 12am/11c.

## Episodios
| N.º | Título                        | Fecha de emisión original | Audiencia (millones) |
| --- | ----------------------------- | ------------------------- | -------------------- |
| 1   | «Una nueva oportunidad»       | 26 de octubre de 2021     | 0.99                 |
| 2   | «Un amor complicado»          | 27 de octubre de 2021     | 0.95                 |
| 3   | «Familia»                     | 28 de octubre de 2021     | 0.94                 |
| 4   | «Todos juntos»                | 29 de octubre de 2021     | 0.75                 |
| 5   | «La arpía»                    | 1 de noviembre de 2021    | 0.85                 |
| 6   | «Cuentas claras»              | 2 de noviembre de 2021    | 0.77                 |
| 7   | «Mala jugada»                 | 3 de noviembre de 2021    | 0.79                 |
| 8   | «Chantaje»                    | 4 de noviembre de 2021    | 0.77                 |
| 9   | «Saldos pendientes»           | 5 de noviembre de 2021    | 0.72                 |
| 10  | «Reacción exagerada»          | 8 de noviembre de 2021    | 0.71                 |
| 11  | «El único culpable»           | 9 de noviembre de 2021    | 0.72                 |
| 12  | «Un problema tras otro»       | 10 de noviembre de 2021   | 0.75                 |
| 13  | «La servidumbre»              | 11 de noviembre de 2021   | 0.77                 |
| 14  | «Sin papeles»                 | 15 de noviembre de 2021   | —                    |
| 15  | «Una oferta sincera»          | 16 de noviembre de 2021   | —                    |
| 16  | «La solución de Andy»         | 17 de noviembre de 2021   | —                    |
| 17  | «Una idea absurda»            | 18 de noviembre de 2021   | —                    |
| 18  | «Institución sagrada»         | 19 de noviembre de 2021   | —                    |
| 19  | «Terreno peligroso»           | 22 de noviembre de 2021   | —                    |
| 20  | «Una pareja feliz»            | 23 de noviembre de 2021   | —                    |
| 21  | «Por amor»                    | 24 de noviembre de 2021   | —                    |
| 22  | «Todo por un beso»            | 25 de noviembre de 2021   | —                    |
| 23  | «Una oportunidad»             | 26 de noviembre de 2021   | —                    |
| 24  | «Una montaña rusa»            | 29 de noviembre de 2021   | —                    |
| 25  | «Una mala idea»               | 30 de noviembre de 2021   | —                    |
| 26  | «Con el viento a su favor»    | 1 de diciembre de 2021    | —                    |
| 27  | «Verdades a medias»           | 2 de diciembre de 2021    | —                    |
| 28  | «Lo importante es el amor»    | 3 de diciembre de 2021    | —                    |
| 29  | «Golpe al corazón»            | 6 de diciembre de 2021    | —                    |
| 30  | «Error»                       | 7 de diciembre de 2021    | —                    |
| 31  | «Recuerdos borrosos»          | 8 de diciembre de 2021    | —                    |
| 32  | «Una voz conocida»            | 9 de diciembre de 2021    | —                    |
| 33  | «Sin secretos»                | 10 de diciembre de 2021   | —                    |
| 34  | «Fraude»                      | 13 de diciembre de 2021   | —                    |
| 35  | «Buscando una solución»       | 14 de diciembre de 2021   | —                    |
| 36  | «Pura mala intención»         | 15 de diciembre de 2021   | —                    |
| 37  | «Un paso adelante»            | 16 de diciembre de 2021   | —                    |
| 38  | «Rodeados de intrigas»        | 17 de diciembre de 2021   | —                    |
| 39  | «Una nueva vida»              | 20 de diciembre de 2021   | —                    |
| 40  | «Una medida necesaria»        | 21 de diciembre de 2021   | —                    |
| 41  | «Una ex insidiosa»            | 22 de diciembre de 2021   | —                    |
| 42  | «Entre la espada y la pared»  | 23 de diciembre de 2021   | —                    |
| 43  | «Escritor sumiso»             | 24 de diciembre de 2021   | —                    |
| 44  | «Una actriz sincera»          | 27 de diciembre de 2021   | —                    |
| 45  | «Limando asperezas»           | 28 de diciembre de 2021   | —                    |
| 46  | «No más mentiras»             | 29 de diciembre de 2021   | —                    |
| 47  | «Libre»                       | 30 de diciembre de 2021   | —                    |
| 48  | «No alcanza el amor»          | 3 de enero de 2022        | —                    |
| 49  | «Fuera de tiempo»             | 4 de enero de 2022        | —                    |
| 50  | «Una decisión absurda»        | 5 de enero de 2022        | —                    |
| 51  | «Un hijo desleal»             | 6 de enero de 2022        | —                    |
| 52  | «No me gusta mentir»          | 7 de enero de 2022        | —                    |
| 53  | «Declaración pública»         | 10 de enero de 2022       | —                    |
| 54  | «La confesión de Andy»        | 11 de enero de 2022       | —                    |
| 55  | «Cambio de foco»              | 12 de enero de 2022       | —                    |
| 56  | «Patrañas»                    | 13 de enero de 2022       | —                    |
| 57  | «Recelo»                      | 14 de enero de 2022       | —                    |
| 58  | «Clío es peligrosa»           | 17 de enero de 2022       | —                    |
| 59  | «Enfrentados»                 | 18 de enero de 2022       | —                    |
| 60  | «New York, New York»          | 19 de enero de 2022       | —                    |
| 61  | «Estrategia»                  | 20 de enero de 2022       | —                    |
| 62  | «Los fantasmas del pasado»    | 21 de enero de 2022       | —                    |
| 63  | «La guerra de los tacos»      | 24 de enero de 2022       | —                    |
| 64  | «Una relación extraña»        | 25 de enero de 2022       | —                    |
| 65  | «Exceso de trabajo»           | 26 de enero de 2022       | —                    |
| 66  | «Un año de ausencia»          | 28 de enero de 2022       | —                    |
| 67  | «Un riesgo imprudente»        | 31 de enero de 2022       | —                    |
| 68  | «Mi Ángel»                    | 1 de febrero de 2022      | —                    |
| 69  | «Sentimientos a flor de piel» | 3 de febrero de 2022      | —                    |
| 70  | «El verdadero padre»          | 4 de febrero de 2022      | —                    |
| 71  | «Entre delincuentes»          | 7 de febrero de 2022      | —                    |
| 72  | «Al rescate»                  | 8 de febrero de 2022      | —                    |
| 73  | «Arriba las manos»            | 9 de febrero de 2022      | —                    |
| 74  | «Amor del bueno»              | 11 de febrero de 2022     | —                    |
| 75  | «Boda expresa»                | 14 de febrero de 2022     | —                    |
| 76  | «Doble cara»                  | 15 de febrero de 2022     | —                    |
| 77  | «Otra traición»               | 16 de febrero de 2022     | —                    |
| 78  | «Diagnóstico oportuno»        | 17 de febrero de 2022     | —                    |
| 79  | «Revelaciones»                | 18 de febrero de 2022     | —                    |
| 80  | «Una segunda chance»          | 21 de febrero de 2022     | —                    |
| 81  | «Terapia de armonización»     | 22 de febrero de 2022     | —                    |
| 82  | «La víctima de Rick»          | 23 de febrero de 2022     | —                    |
| 83  | «Mi secreto»                  | 24 de febrero de 2022     | —                    |
| 84  | «Razones de peso»             | 25 de febrero de 2022     | —                    |
| 85  | «Farsante»                    | 28 de febrero de 2022     | —                    |
| 86  | «Mentiras y rupturas»         | 1 de marzo de 2022        | —                    |
| 87  | «¿Estás fingiendo?»           | 2 de marzo de 2022        | —                    |
| 88  | «Una doble cara»              | 3 de marzo de 2022        | —                    |
| 89  | «Asesino»                     | 4 de marzo de 2022        | —                    |
| 90  | «Vivan los novios»            | 7 de marzo de 2022        | —                    |
| 91  | «No es falta de amor»         | 8 de marzo de 2022        | —                    |
| 92  | «Más que cómplices»           | 9 de marzo de 2022        | —                    |
| 93  | «Los amantes»                 | 10 de marzo de 2022       | —                    |
| 94  | «Abuso de poder»              | 11 de marzo de 2022       | —                    |
| 95  | «Enfocada»                    | 14 de marzo de 2022       | —                    |
| 96  | «Bajo control»                | 15 de marzo de 2022       | —                    |
| 97  | «El hombre que amo»           | 16 de marzo de 2022       | —                    |
| 98  | «Indefensa»                   | 17 de marzo de 2022       | —                    |
| 99  | «Sorpresa»                    | 18 de marzo de 2022       | —                    |
| 100 | «La felicidad»                | 21 de marzo de 2022       | —                    |